# ریتا حرب

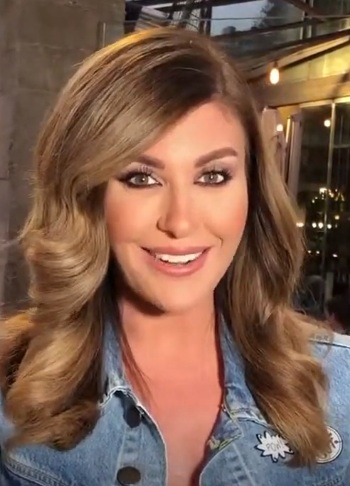

ریتا حرب (زاده ۲۳ نوامبر ۱۹۷۹) یک مدل، بازیگر و شخصیت رسانه ای لبنانی است.
او متولد بیروت است و از سنین پایین به مدت شش سال در کار مدلینگ بود و عنوان خانم مونت لبنان را به دست آورد. ریتا همچنین به عنوان مدل در موزیک ویدیوها شرکت کرد.